# Мусома
Мусома (на суахили: Musoma) е град в Танзания и административен център на регион Мара. Градът е разположен непосредствено до устието на река Мара, която се влива в езерото Виктория в близост до границата с Кения. На суахили името на града означава полуостров и е наречен така заради образувания от течението на реката ландшафт, който наподобява полуостров. Населението на Мусома към 2002 е около 104 хиляди души. Градът е създаден към края на 19 век по време на немската колонизация. Въпреки близостта си до Национален парк Серенгети в Мусома не се развива туризъм, а населението се изхранва основно от риболов и търговия. В града живеят представители на 12 народа, сред които луо, занаки и куриа. Голяма част от жителите на града спадат към народа квая, чийто представители се срещат само в региона Мара.
Близо до него се намира град Бутияма, родното място на първия президент на страната Джулиъс Ниерере. Там е изграден музей, посветен на живота му, с богата експозиция.